# 卡拉紹瓦鄉

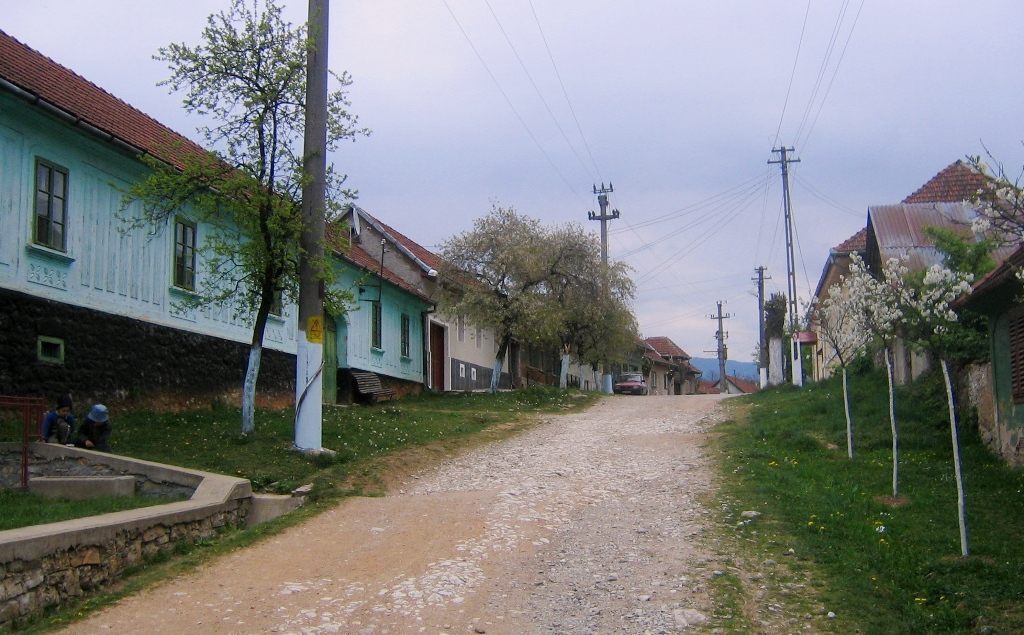

45°12′N 21°52′E / 45.200°N 21.867°E
卡拉紹瓦鄉（羅馬尼亞語：Comuna Carașova, Caraș-Severin），是羅馬尼亞的鄉份，位於該國西南部，由卡拉什-塞維林縣負責管轄，面積143平方公里，海拔高度376米，2007年人口3,169，人口密度每平方公里22人。